# Carlos Flores López
Carlos Flores López (Cuenca, 14 de junio de 1928) español.

## Biografía
Estudia arquitectura en Madrid donde logra el grado de doctor en el año 1958. Pronto dedica su labor al estudio de la teoría de la arquitectura realizando numerosas publicaciones. Fruto de sus investigaciones publica en 1961 un estudio titulado: Arquitectura española contemporánea siendo uno de los primeros en tratar la arquitectura popular en España. En 1973 publica igualmente un extenso catálogo en cinco volúmenes titulado Arquitectura popular española. Otras obras suyas: La España popular: raíces de una arquitectura vernácula (1979), Gaudí, Jujol y el modernismo catalán (1982), Introducción a Gaudí (1983), Pueblos y lugares de España (1991), La Pedrera: Arquitectura i història (1999).